# Učedníci
Učedníci jsou východočeská hudební skupina zaměřená na křesťanský folk, která vznikla v roce 1985. V roce 2010 ji tvořili čtyři členové: manželé Pavel a Jana Drábkovi a Josef a Jiřina Hrubí.

## Diskografie
Písně prvních osmi alb jsou shromážděny ve Zpěvníku Učedníci.
1. Volám Haleluja (1986)
2. Josef Egyptský (1988)
3. Vzpomínky na Františka (1990)
4. Na prahu života (1991)
5. Mojžíš (1992)
6. Racek (1993)
7. Obrazy o nebi (1995)
8. Bílá růže (1995)
9. Psaní (1999)
10. Před námi kráčí – To nejlepší z Učedníků (1999)
11. Učedníci live – Hradecká kytara 2003 (2003)